# اندرو فرنچ
اندرو فرنچ (انگلیسی: Andrew French؛ ۱۰ دسامبر ۱۸۵۹ – ۱ ژانویه ۱۹۳۶) یک سیاست‌مدار اهل ایالات متحده آمریکا بود.